# NGC 5857
NGC 5857 (również PGC 53995 lub UGC 9724) – galaktyka spiralna z poprzeczką (SBb), znajdująca się w gwiazdozbiorze Wolarza. Odkrył ją William Herschel 27 kwietnia 1788 roku. Należy do galaktyk Seyferta typu 2.
W galaktyce zaobserwowano supernowe SN 1950H i SN 1955M.